# Ballans
Ballans ist eine französische Gemeinde mit 203 Einwohnern (Stand: 1. Januar 2022) im Département Charente-Maritime in der Region Nouvelle-Aquitaine (vor 2016: Poitou-Charentes); sie gehört zum Arrondissement Saint-Jean-d’Angély und zum Kanton Matha. Die Einwohner werden Ballansois und Ballansoises genannt.

## Geographie
Ballans liegt etwa 75 Kilometer ostsüdöstlich von La Rochelle in der Saintonge. Umgeben wird Ballans von den Nachbargemeinden Louzignac im Norden, Siecq im Nordosten, Macqueville im Osten und Südosten, Sainte-Sévère im Süden, Bréville im Südwesten sowie Brie-sous-Matha im Westen und Nordwesten.

## Bevölkerungsentwicklung
| Jahr                       | 1962 | 1968 | 1975 | 1982 | 1990 | 1999 | 2006 | 2017 |
| Einwohner                  | 280  | 255  | 224  | 225  | 204  | 218  | 200  | 197  |
| Quellen: Cassini und INSEE |      |      |      |      |      |      |      |      |

## Sehenswürdigkeiten

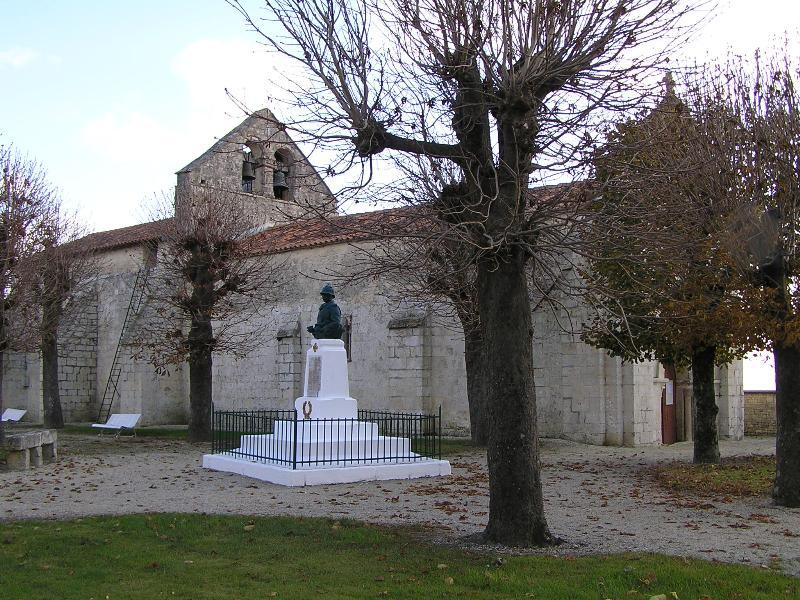
Kirche Saint-Jacques

- Kirche Saint-Jacques, im 15. Jahrhundert umgestaltet